# Marcia Quiñónez
Marcia Quiñónez es una deportista ecuatoriana que compitió en judo. Ganó una medalla de bronce en los Juegos Panamericanos de 1987, y tres medallas de bronce en el Campeonato Panamericano de Judo entre los años 1980 y 1986.

## Palmarés internacional
| Juegos Panamericanos    | Juegos Panamericanos          | Juegos Panamericanos | Juegos Panamericanos |
| Año                     | Lugar                         | Medalla              | Categoría            |
| ----------------------- | ----------------------------- | -------------------- | -------------------- |
| 1987                    | Indianápolis (Estados Unidos) | Medalla de bronce    | –66 kg               |
| Campeonato Panamericano |                               |                      |                      |
| Año                     | Lugar                         | Medalla              | Categoría            |
| 1980                    | Isla de Margarita (Venezuela) | Medalla de bronce    | –65 kg               |
| 1982                    | Santiago de Chile (Chile)     | Medalla de bronce    | –66 kg               |
| 1986                    | Salinas (Puerto Rico)         | Medalla de bronce    | –66 kg               |